# Temnosternus imbilensis
Temnosternus imbilensis là một loài bọ cánh cứng trong họ Cerambycidae.